# Hypotrachyna taylorensis
Hypotrachyna taylorensis är en lavart som först beskrevs av M. E. Mitch., och fick sitt nu gällande namn av Hale. Hypotrachyna taylorensis ingår i släktet Hypotrachyna och familjen Parmeliaceae.   Inga underarter finns listade i Catalogue of Life.